# Bromölla Station
Bromölla Station er en svensk jernbanestation i byen Bromölla i det østlige Skåne.
Stationen ligger på jernbanestrækningen Blekinge Kystbane mellem Sölvesborg Station og Kristianstad C. Fra Bromölla kører der Øresundstog og Pågatåg.
| Jernbane | Spire Denne jernbaneartikel er en spire som bør udbygges. Du er velkommen til at hjælpe Wikipedia ved at udvide den. |

56°04′02″N 14°28′53″Ø / 56.06715°N 14.48136°Ø